# Jon Stålhammar
Jon Stålhammar, född 24 april 1659, död 3 november 1708 i Severien, var en svensk militär. Han var son till överste Per Stålhammar och gift med Sofia Drake af Torp och Hamra.

## Biografi
Jon Stålhammar föddes 1659. Han var son till överste Per Stålhammar och Anna Skytte. Stålhammar blev ryttare vid Smålands kavalleriregemente 1674, kvartersmästare 1675, kornett 1677 och löjtnant där 1679. Han befordrades 1692 till kaptenlöjtnant, 1693 till ryttmästare, 1702 till major och 1705 till överstelöjtnant.
Han dog 1708 i Severien när han tjänstgjorde i Karl XII:s armé. Dessförinnan hade han gjort flera anteckningar om sina upplevelser under kriget vilka Frans G. Bengtsson senare skulle komma att använda i sitt verk Karl XII:s levnad. Berömda är också Stålhammars brev till sin hustru.

### Familj
Stålhammar gifte sig 22 oktober 1689 på Libbhult i Nottebäcks församling med Sofia Drake af Torp och Hamra. Hon var dotter till översten Johan Christersson Drake af Torp och Hamra och Margareta Klingspor. 
De fick tillsammans barnen Anna Sofia Stålhammar (1690–1741) som var gift med majoren Henrik Abraham Klingspor, Johan Adolf Stålhammar (1691–1708), Margareta Christina Stålhammar (1692–1692), Per Stålhammar (1694–1694), kaptenen Otto Fredrik Stålhammar (1695–1753), ryttmästaren Adam Stålhammar (1697–1770) och Eva Margareta Stålhammar (1701–1740) som var gift med majoren Otto Henrik von Hempel och ryttmästaren Hans Didrik Ehrenpreus.